# María Luisa Canut
Maria Luisa Canut Ruiz (Mahón, 1924 - agosto de 2005) fue una investigadora en ciencias físicas reconocida a nivel español y de los Estados Unidos.

## Biografía
Nació en Mahón en 1924, licenciada y doctora en Ciencias Físicas por la Universidad de Barcelona. Fue colaboradora, investigadora y profesora de investigación en el Consejo Superior de Investigaciones Científicas (CSIC) y fue catedrática de la School of Engineering and Technology de la Southern Illinois University (Illinois, Estados Unidos) y Program Manager del US-Spain & latin America Cooperative Program en la Fundación Nacional para la Ciencia en Washington D. C. (Estados Unidos).
Al volver a España fue directora del Programa de Administración, Cooperación Educativa, Cultural y de Investigación entre España y Estados Unidos, de la Secretaría General Técnica del MEC, y directora del Gabinete del Banco de Datos de la Secretaría General del CSIC. Igualmente fue una de las fundadoras del Instituto Menorquín de Estudios (IME). Conjuntamente con su marido, el también doctor José Luis Amorós Portolés, obtuvo el Premio Francisco Franco de Ciencias en 1963, por su trabajo de investigación: La difracción difusa de los cristales moleculares, y el Research Recognition Award en 1968 del Southern Illinois University Graduate Council.
Como profesora, Canut participó en una reclamación judicial contra las universidades norteamericanas para obtener el pago de la diferencia de salario que percibían las profesoras universitarias respecto de sus compañeros profesores, contra el que preveía una ley aprobada años antes. Las profesoras universitarias ganaron el pleito, y las universidades tuvieron que abonar la diferencia de salario de los años transcurridos desde que se había aprobado la ley al mismo tiempo que los igualaban.[cita requerida]
Dentro del ciclo de conferencias realizado en el Palau de la Virreina de Barcelona en abril-mayo de 1999 alrededor de la exposición Seneca Falls: un siglo y medio de Movimiento Internacional de Mujeres, la doctora Canut participar con una conferencia titulada Una feminista en la universidad norteamericana en los 70, en la que se relata la evolución del movimiento feminista universitario a partir de su aparición en la Southern Illinois University.

## Selección de publicaciones
- 1963 Studes on the cooperative phenomenon of X-Ray critical scattering near phase transitions in solids M. L. Canut
- 1975 	The Laue Method José Luis Amoros, Martin J. Buerger, Marisa Canut de Amorós
- 1986 Sistema de informatización de una biblioteca (SINBIB) María Luisa Canut , Jose Luis Amoros
- 1991 Índice de la Revista de Menorca : 1888-1990 María Luisa Canut
- 1993 Europa 1700 : El grand tour del menorquín Bernardo José J.L. Amorós, Mª L. Canut, F. Martí Camps
- 1995 	Lo que vio Bernardo José en su viaje por Flandes, Holanda y Sur de Inglaterra José Luis Amorós y María Luisa Canut
- 1999 Dones i èpoques : aproximació històrica al món de la dona a les Illes Balears coordinació d'Aina Pascual i Jaume Llabrés ; pròleg de Carme Riera ; textos de M. Lluïsa Canut, Jaume Llabrés, Mariantònia Manresa...[et. al.] ; fotografies de Donald G. Murray
- 2000 Maestras y libros, 1850-1912 : la primera normal femenina de Baleares María Luisa Canut, José Luis Amorós